# Le Contrat de mariage
Pour le concept, voir Contrat de mariage.
Le Contrat de mariage est un roman d’Honoré de Balzac paru en 1835 aux éditions Charles-Béchet dans les Scènes de la vie privée sous le titre originel La Fleur des pois.
Publié de nouveau aux éditions Béchet, puis en 1839 chez Charpentier, sous ce même titre, il prend place, avec le titre Le Contrat de mariage, dans l’édition Furne-Hetzel de 1842, toujours dans les Scènes de la vie privée, au tome III de La Comédie humaine, avec une dédicace à Gioachino Rossini.

## Les personnages
- Le comte Paul de Manerville, dandy-lion parisien issu d’une noble famille bordelaise à la tête d’une fortune considérable.
- Natalie de Manerville, comtesse de Manerville (femme de Paul) ; née Natalie Évangélista, fille d’un banquier espagnol censé avoir laissé à sa famille un énorme patrimoine à sa mort.
- Madame Évangélista, mère de Natalie ; née Casa-Réal, elle est la veuve d’un banquier espagnol.
- Maître Mathias, notaire des Manerville.
- Maître Solonet, notaire des Évangélista.
- La baronne de Maulincour, grand-tante de Paul de Manerville.
- Le comte Henri de Marsay, conseiller de Paul de Manerville, auquel il apporte son soutien.
- Miss Dinah Stevens, citée dans la « Réponse du comte Henri de Marsay au comte Paul de Manerville ».

## Le roman expérimental
Balzac expérimente ici à la fois sur la forme : tantôt épistolaire, tantôt narrative, et sur le fond : il ébauche la silhouette de personnages qu’il évoque sans leur donner un rôle déterminant. Parmi ces personnages qui auront par la suite un rôle important dans La Comédie humaine, on trouve Félix de Vandenesse, héros du Lys dans la vallée. L’auteur de La Comédie humaine vient tout juste de concevoir le système des « personnages reparaissants ». Il s’assure de la solidité de la construction en évoquant, par le biais de Paul de Manerville, la vie oisive des dandys à Paris tels Eugène de Rastignac ou Henri de Marsay, que l’on retrouve dans La Fille aux yeux d'or, avec un « raccordement » à Lucien de Rubempré et Vautrin dans Illusions perdues (scène de l’Opéra où Vautrin est mentionné aux côtés de Lucien de Rubempré).

## Résumé
Paul de Manerville, élevé durement par un père avare et riche, s’est lancé, lorsqu’il est devenu l’héritier de l’immense fortune paternelle gérée par le bon notaire Mathias, dans une vie de plaisirs. Il quitte, après avoir été attaché d’ambassade, Bordeaux, sa ville d’origine, et fréquente les lieux les plus en vogue à Paris. Après avoir un peu brillé dans le monde parisien, il décide de retourner à Bordeaux, où se trouve encore une partie de sa famille, et de se marier. Son ami, Henri de Marsay, lui déconseille résolument de se marier, mais Paul n’en fait qu’à sa tête.
À peine arrivé, Paul de Manerville est l’objet de toutes les attentions de la part de la haute société bordelaise, où son nom et le prestige de sa famille lui valent d’être accueilli dans les grands hôtels particuliers. Une vieille marquise le surnomme « la fleur des pois » (le gratin) et on le dirige tout naturellement vers la famille la plus en vogue de la ville, les Évangélista, réputés richissimes, qui ont une fille à marier, Natalie. Mademoiselle Évangélista est elle aussi une « fleur des pois », ce qui se fait de mieux en matière de fille à marier. Jolie, riche, elle mène avec sa mère, veuve du banquier, un train de vie fastueux. Les fêtes à l’hôtel Évangélista sont très courues et la bienveillance avec laquelle Paul est accueilli par les deux femmes achève de le séduire. Naturellement, il tombe amoureux de la jeune fille. C’est sa grand-tante, la baronne de Maulincour, qui se charge de demander la main de Natalie et qui, ayant recueilli l’accord des deux femmes, éprouve un léger doute qu’elle écarte rapidement.
Néanmoins, la tante charge le notaire de famille, le vieux maître Mathias, de régler la question du contrat de mariage. Le notaire des Évangélista ne se méfie pas d'un confrère âgé qu'il sous-estime, mais le vieux notaire a flairé la ruine de la veuve et de sa fille, et il institue un majorat qui devrait permettre à Paul de bénéficier des revenus de sa fortune sans entamer le capital. Cependant, le notaire des Évangélista, maître Solonet, ne compte pas en rester là, la veuve et sa fille non plus. Le mariage a lieu de toute façon, donnant lieu à une très brillante fête.
Usant de procédés habiles, madame Évangélista, furieuse d’avoir été démasquée et du barrage que constitue le majorat, conseille à Paul de gérer lui-même son patrimoine, et, par le biais d’un prête-nom, Lécuyer, le fait saisir après s’être acharnée à faire des dettes avec sa fille. Henri de Marsay la surnomme : « Mascarille en jupons ».
Cinq ans après son mariage, Paul constate avec maître Mathias qu’il ne lui reste plus rien. Le couple n’ayant pas d’enfant, il propose par lettre une séparation de biens à Natalie et il écrit en même temps à son ami De Marsay pour lui faire part de ses malheurs. De Marsay lui avance des fonds que Paul reçoit trop tard, alors qu’il a déjà embarqué pour les Indes et il lui décrit dans sa lettre le machiavélisme des deux Évangélista, la façon dont elles s’y sont prises pour l’attirer dans leurs filets. Quant à Natalie, c’est un être nuisible que l’on retrouve dans Une fille d'Ève, où elle est très jalouse de Marie-Angélique de Vandenesse et de l’amour que lui porte son mari Félix de Vandenesse.

## Thème
Balzac, dans une lettre à sa sœur Laure Surville, déclare : « Ce que je voulais faire a été glorieusement accompli. J'ai représenté tout un avenir de deux époux par la scène seule du contrat de mariage, c'est le combat du jeune et du vieux notariat. C'est profondément comique, et j'ai su intéresser à la discussion d'un contrat telle qu'elle a lieu. »
Le récit traite en somme des femmes comptables. On trouve peu de figures de ce type dans La Comédie humaine. Balzac présente plutôt de grandes croqueuses de fortune (princesse de Cadignan) ou des grisettes écervelées. Mais madame Évangélista n’est pas seulement dépensière : elle est également avare, mesquine et fait des calculs d’apothicaire assez monstrueux. Elle ne réapparaît dans aucun autre ouvrage.